# Midi-Pireneje
Midi-Pireneje (fr. Midi-Pyrénées) – region administracyjny Francji w latach 1982-2015, położony w południowej części kraju, obejmujący środkową część łańcucha Pirenejów oraz położoną bardziej na północ dolinę Garonny. Od południa graniczył z Andorą i Hiszpanią, od zachodu z regionem Akwitania, od północy z Limousin i Owernią, a od wschodu z Langwedocją-Roussillon. Stolicą i największym miastem regionu była Tuluza. Innymi większymi miastami były Montauban, Albi, Tarbes oraz Castres. 
Od 1 stycznia 2016 roku, wraz z regionem Langwedocja-Roussillon, wszedł w skład nowo powstałego regionu o nazwie Oksytania (fr. Occitanie).